# Надарівка
Нада́рівка — село в Україні, у  Кадіївській міській громаді Алчевського району Луганської області. Населення становить 4 особи. Орган місцевого самоврядування — Червонопрапорська сільська рада.
Знаходиться на тимчасово окупованій території України.
Відповідно до Розпорядження Кабінету Міністрів України від 12 червня 2020 року № 717-р «Про визначення адміністративних центрів та затвердження територій територіальних громад Луганської області» увійшло до складу Кадіївської міської громади.

## Географія
Село розташоване на річці Санжарівка (права притока Лугані). На північний захід від села проходить межа між Луганською і Донецькою областями. На захід від села проходить лінія розмежування сил на Донбасі (див. Мінська угода (2015)). Сусідні населені пункти: села Санжарівка (Донецька область) і Польове на південному заході (обидва вище за течією Санжарівки), Веселогорівка і селище Калинове на півночі (обидва нижче за течією Санжарівки), селище Ганнівка на сході.
На північно-західній околиці села річка Лисича впаадає у річку Санжарівку.

## Населення
За даними перепису 2001 року населення села становило 4 особи, з них 75 % зазначили рідною українську мову, а 25 % — російську.